# 烘爐地南山福德宮
24°58′19″N 121°29′52″E / 24.971811°N 121.497746°E
烘爐地南山福德宮，簡稱南山福德宮、又稱烘爐地土地公廟，是位於臺灣新北市中和區內南里、烘爐塞山的土地祠，本為茶農所祭祀的小廟，後擴展成香火興盛的大廟，有一尊土地公巨像。

## 沿革
南勢角呂氏為臺灣清治時期時自漳州府詔安縣來臺灣發展，來台祖為呂德進。第二代落腳烘爐塞山區，該地左右突出一塊山頭，下有聳立一塊巨石，後來人便稱此地為「烘爐地」，此地區為呂家產業，附近的中和竟南宮、中和南山觀音寺也都是該宗族所建。廟委呂芳錫表示，一百多年前該地山區有許多茶農，為求平安就在山上用土石搭建一座土地祠，由於山路崎嶇，除茶農外，幾乎沒人上山拜此廟。

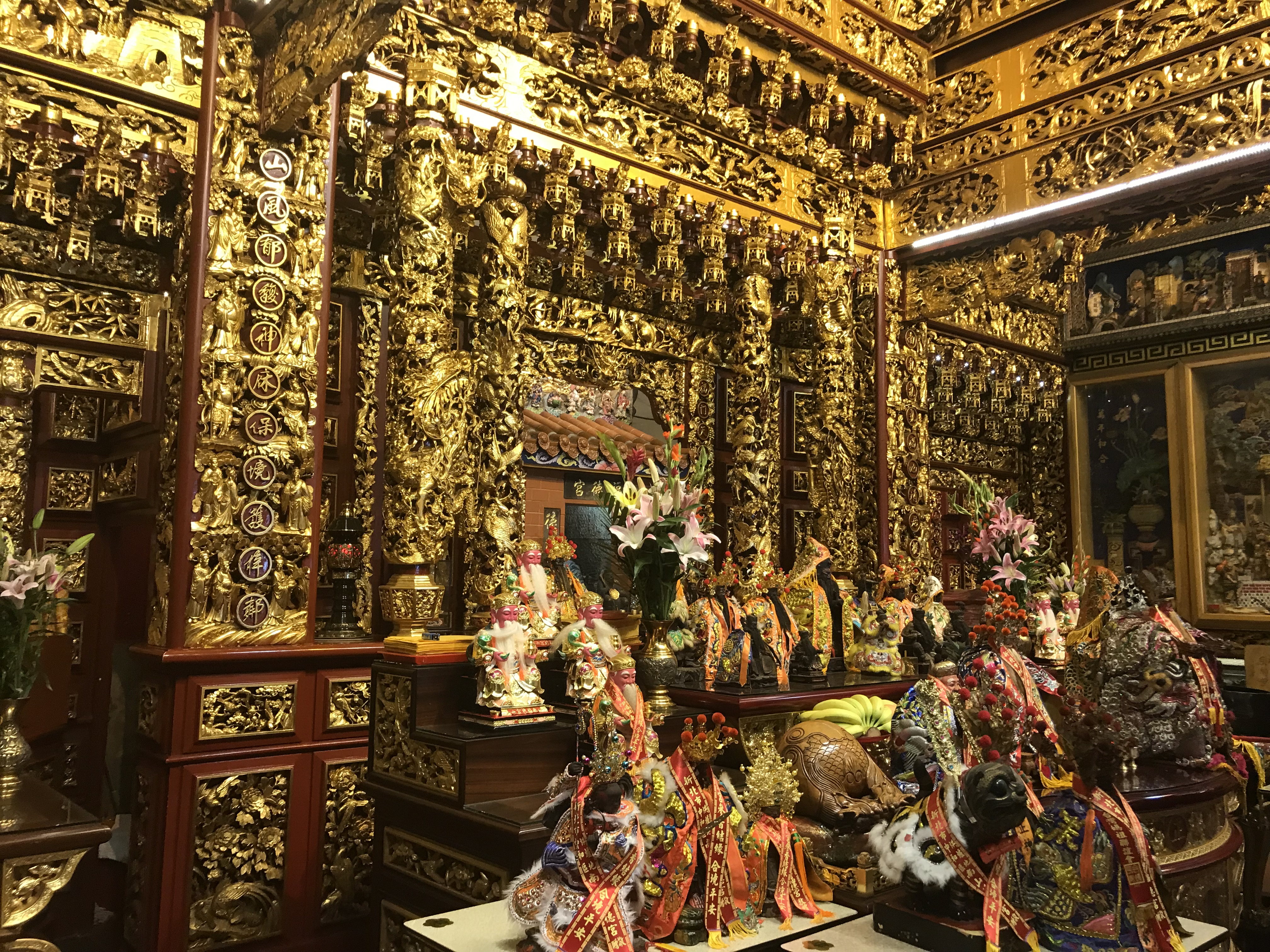
正殿內小廟

1952年，中和人游興仁改建小廟，各地善信競相捐輸。後來，一名建商為感謝此土地公保佑，捐錢造路，並擴建土地公廟，定名為「南山福德宮」，有求必應的傳聞就此傳開，外地香客也愈來愈多。1967年南勢角呂氏起重建，以呂蒼柏為首大幅擴展此廟，四年時間建成。廟委游輝文表示，當時1960年代改建時，都靠信徒攜帶一桶水泥或幾塊磚，下山時帶著空水桶下山，慢慢把建材運齊改建。1971年再逐步擴大為今日的規模，有活動中心、停車場、餐廳等。隨著不斷修建，山麓並修建登山階梯，從烘爐塞山腳下登高至正殿，總共有一千兩百多個階梯。
1994年，委員會計畫豎立一座大型的土地公神像，原規劃神像高度僅三十六台尺，經常到烘爐地爬山的林豐正便建議何不乾脆以建立一座新地標的方向來設計，於是委員會重新規畫巨型土地公神像，找到苗栗一位吳姓雕塑師傳製作一尊淨高七十二台尺、基座算起高達一百零八台尺的玻璃纖維巨像。1996年3月完工後，行經北二高中和段時，由南向北往右邊山上望，便能清楚看到山腰上的此土地公像，廟方次年在兩旁各加一條巨龍像。
1998年9月1日，廟方南山福德宮圖書館正式啟用，由市長呂芳煙主持，耆老徐水古、分局長孫翼德等各界參加。
2005年1月5日，一名中和的江姓男子曾在大土地公像旁安裝土製鋼管炸彈，及時被發現。
廟又稱「烘爐地土地公廟」，今址為新北市中和區興南路二段399巷160之1號，屬內南里。今日廟身保留舊廟，成為廟中廟，第一間廟於正殿後方，第三間廟則蓋兩層樓，把第二間廟包在一樓。2010年，廟方再於大土地公像下方位新闢建財神殿。

## 祭祀
農曆過年、農曆二月初二土地公生日以及八月十五、十六日得道紀念日，是廟裡最熱鬧的三大節日。據廟方黃明裕表示，很多房仲業及各公司行號業務常來參拜，此宮自此成財神廟，如台灣彩券公司每年都會率員工前來參拜。
進入主殿參拜共分五爐依序是天公、福德正神、山神神君與註生娘娘，最後特別繞到正殿後方參拜第五爐，也就是最早供奉在石板間的土地公。正殿後方的石壁除福德正神外，還祭祀招財童子、進寶郎童。因香火鼎盛，過多紙錢引發煙害，導致環保局官員因而屢屢告誡，管委會決定從2007年1月開始進行封爐，而受到地方反彈。
二樓財神殿有財神爺、文昌帝君、月下老人。
頂樓太歲殿：斗姥元君與六十太歲星君。

## 關連項目
- 土地公火

## 外部連結
- 烘爐地南山福德宮的Facebook專頁
- 烘爐地南山福德宮 （页面存档备份，存于）
- 烘爐地南山福德宮 - 新北市觀光旅遊網 （页面存档备份，存于）